# Francisco Abal
Francisco Domingo Abal Guerault (Montevideo, Uruguay, 24 de junio de 1951-Valle de las Lágrimas, Mendoza, 14 de octubre de 1972) fue un jugador uruguayo de rugby. Formó parte del Old Christians Club y era considerado uno de los mejores jugadores de rugby de su país. En 1970 fue parte de la selección de rugby de Uruguay.
Parte de su vida y de la tragedia vivida durante el Vuelo 571 de la Fuerza Aérea Uruguaya aparece en la película La sociedad de la nieve. Abal es interpretado por el actor argentino Jerónimo Bosia.

## Biografía
Conocido por ser uno de los 45 pasajeros del Vuelo 571 de la Fuerza Aérea Uruguaya accidentado en octubre de 1972 en el sector argentino de la Cordillera de los Andes. Graduado del Colegio Stella Maris. La familia Abal poseía una fábrica de cigarrillos en la que Francisco había empezado a trabajar. Posteriormente fue accionista de Abal Hnos.
En el libro de Fernando Nando Parrado, Milagro en los Andes, su amigo de la adolescencia, es descrito como un joven bien parecido, de una familia con buen estatus social y económico. Se había ganado, al cumplir los 15 años, como Parrado, un puesto en los XV Stella Maris First, la alineación inicial del equipo de rugby Old Christians.

### Vuelo 571 de la Fuerza Aérea Uruguaya
En el aeroplano viajaba al lado de Nando, en la fila derecha de asientos pero en el del pasillo. Posteriormente pidió a su amigo cambiar el asiento. En el avión también viajaba su primo, Javier Methol, de 36 años, con su esposa Liliana, de 34 años. Javier era ejecutivo y accionista en la fábrica de cigarrillos de los Abal, además sobreviviente de la tragedia.
Acaecido el accidente, Panchito queda muy malherido y con daños en las piernas pero a pesar de la lesión podía hablar; se sabe que contó parte de los sucesos del accidente. Cuando es construido el muro provisional para tapar el boquete del avión, es tumbado allí junto con los otros heridos graves: los hermanos Susana y Nando Parrado. Durante esa noche con un hilo de voz pedía ayuda que nadie podía darle y murmuraba que se congelaba. Posteriormente al amanecer, cuando los estudiantes de medicina Roberto Canessa y Gustavo Zerbino examinan a la mañana siguiente a los heridos, se dan cuenta de que había fallecido producto de sus heridas y del frío extremo. El cadáver se encontraba cubriendo a Susana Parrado y presentaba una tonalidad púrpura en las extremidades. Contaba con escasos 21 años. Susana fallecería días después. Actualmente sus restos reposan junto con las demás víctimas a cinco metros del monumento en su honor en el lugar del accidente.